# Beaufort County (North Carolina)
 For alternative betydninger, se Beaufort County. (Se også artikler, som begynder med Beaufort County)
Beaufort County er et county i delstaten North Carolina i USA, der har en befolkning på 44.958. Hovedbyen er Washington.

## Geografi
Ifølge USA's officielle opgørelse har Beaufort County et totalt areal på 2.483 km², hvoraf 2.144 km² er land og 339 km² (13,64%) er vand.

### Tilgrænsende counties
- Washington County (nordøst)
- Hyde County (øst)
- Pamlico County (sydøst)
- Craven County (sydvest)
- Pitt County (vest)
- Martin County (nordvest)

## Byområder
- Aurora
- Bath
- Belhaven
- Chocowinity
- Pantego
- River Road
- Washington
- Washington Park

35°28′N 76°50′V / 35.467°N 76.833°V